# (4538) Vishyanand
(4538) Vishyanand es un asteroide perteneciente al cinturón de asteroides, descubierto el 10 de octubre de 1988 por Kenzo Suzuki desde el Toyota Observatory, Japón.

## Designación y nombre
Designado provisionalmente como 1988 TP. Fue nombrado Vishyanand en homenaje a "Viswanathan (Vishy) Anand" el primer maestro de ajedrez de la India, llegando a ser el campeón mundial número 15. Además de su pasión por el ajedrez, también es un entusiasta de la fotografía astronómica.

## Características orbitales
Vishyanand está situado a una distancia media del Sol de 2,425 ua, pudiendo alejarse hasta 2,796 ua y acercarse hasta 2,054 ua. Su excentricidad es 0,152 y la inclinación orbital 3,949 grados. Emplea 1379 días en completar una órbita alrededor del Sol.

## Características físicas
La magnitud absoluta de Vishyanand es 13. Tiene 7,156 km de diámetro y su albedo se estima en 0,165.